# Alfabeto khojki
Khojki o khojiki (en sindhi: خوجڪي‎ / खोजकी) es una escritura que se utilizaba, casi exclusivamente, por el pueblo khoja en varias partes del subcontinente indio, como la región de Sind. El nombre "khojki" se deriva de la palabra persa khoje, que significa "maestro" o "señor". Se empleó principalmente para registrar literatura religiosa ismailí, así como literatura de algunas sectas secretas de los imamíes. Es una de las dos escrituras landa consideradas sagradas, siendo la otra el alfabeto gurmujī, que está asociado con el sijismo.

## Historia
La tradición ismailí nizarí establece que el khojki fue creado por el misionero Pir Sadardin (da'i Pir Sadruddin). Él fue enviado por el Iman ismailí de la época para difundir la fe musulmana en el subcontinente indio. Lo hizo cantando y enseñando ginans ("conocimiento") ismaelitas. Luego los escribió en khojki.
El khojki es un alfabeto bráhmico derivado de la rama sindi de la familia landa, que es una clase de alfabetos mercantiles relacionados con el sharada. Se considera que es una versión refinada de la escritura lohānākī ( escritura khudabadi) desarrollada como una escritura litúrgica para registrar la literatura ismaili. La tradición popular ismailí nizarí afirma que el khojki fue inventado y propagado por Pir Sadruddin (Ṣadr al-Dīn), un misionero ismaili que trabaja activamente con la comunidad de Lohānākī. El khojki es una de las dos escrituras Landa que se desarrollaron en escrituras litúrgicas formales para uso de las comunidades religiosas; el otro es el gurmují, que se desarrolló para escribir la literatura sagrada de la tradición sij. El khojki a veces recibe el nombre de 'sindhi' o 'khwajah sindhi'. La escritura se ha utilizado desde principios del siglo XVI hasta principios del siglo XX, y de hecho las comunidades ismaelitas de India, Pakistán y la diáspora (especialmente en África oriental) la siguen enseñando y utilizando. Una forma tipográfica afaptada a la imprenta  fue compuesta en 1903 por Laljibhai Devraj en Bombay. La escritura sufrió reformas en la década de 1930 para reflejar los cambios fonológicos que ocurrieron en el idioma.

## Caracteres
Tradicionalmente, los diptongos se escribían como combinación de vocales, algunos con varias formas. Esto también ocurría con el virama. Existen variantes contextuales de combinaciones de consonante-vocal para algunas vocales, tal como se encuentra en el alfabeto modi. En el caso de las conjunciones, hay algunas conjunciones "inherentes" que se encuentran en la mayoría de las escrituras índicas, como ksa, jna, tra y dra. La mayoría de las consonantes se escriben con virama, como en la escritura saurashtra o en la escritura tamil, pero algunas se escriben con una forma de consonante reducida en la segunda consonante del grupo, típicamente junto a ra y ya. La geminación se indica con la shadda árabe, mientras que la nasalización se indica con un anusvara que recuerda al devanagari por su posición pero al telugu, canarés o malabar por su forma. La nukta se compone de tres puntos, similares a los que modifican las letras árabes en el alfabeto persa, y por ello se agrega a ciertas letras para formar sonidos árabes. A veces se lleva a la ambigüedad si se añade la nukta sobre la misma letra para corresponderse con diferentes letras árabes, como en ja o como en sa. En cuanto a puntuación, se marcan los límites de las palabras con dos puntos, límites de sección con una combinación de signos de dos puntos y signos de doble danda, y en ocasiones también puntuación latina. Las abreviaturas se marcan con un pequeño círculo al lado, como se encuentra en modi y en goykanadi. La numeración de versículos se indica con una línea superior, los dígitos suelen utilizar los numerales típicos del norte de la India. Existen además algunas otras letras y formas adicionales que se detallan en la propuesta de codificación en Unicode.
Con el paso del tiempo, algunos caracteres cambiaron el sonido que representan, lo que dificulta la lectura de ciertos textos con valores fonológicos históricos en comparación con aquellos que usan los valores fonológicos modernos conocidos por la mayoría de los lectores  de la literatura ismailí. Esto es particularmente habitual en las consonantes implosivas, aspirantes y normales de ba, da y ja, que mutaron la letra implosiva a letra fonológicamente normal, la letra normal como fonológicamente aspirante, por lo que la letra aspirante se volvió innecesaria. El implosivo de ja comenzó a representar za.

## Unicode
El alfabbeto Khojki se agregó al estándar Unicode en junio de 2014 con el lanzamiento de la versión 7.0.
El bloque Unicode para Khojki es U + 11200 – U + 1124F:
| Khojki Official Unicode Consortium code chart (PDF)                                 |   |   |   |   |   |   |   |   |   |   |   |   |   |   |   |   |
|                                                                                     | 0 | 1 | 2 | 3 | 4 | 5 | 6 | 7 | 8 | 9 | A | B | C | D | E | F |
| U+1120x                                                                             | 𑈀 | 𑈁 | 𑈂 | 𑈃 | 𑈄 | 𑈅 | 𑈆 | 𑈇 | 𑈈 | 𑈉 | 𑈊 | 𑈋 | 𑈌 | 𑈍 | 𑈎 | 𑈏 |
| U+1121x                                                                             | 𑈐 | 𑈑 |   | 𑈓 | 𑈔 | 𑈕 | 𑈖 | 𑈗 | 𑈘 | 𑈙 | 𑈚 | 𑈛 | 𑈜 | 𑈝 | 𑈞 | 𑈟 |
| U+1122x                                                                             | 𑈠 | 𑈡 | 𑈢 | 𑈣 | 𑈤 | 𑈥 | 𑈦 | 𑈧 | 𑈨 | 𑈩 | 𑈪 | 𑈫 | 𑈬  | 𑈭  | 𑈮  | 𑈯  |
| U+1123x                                                                             | 𑈰  | 𑈱  | 𑈲  | 𑈳  | 𑈴  | 𑈵  | 𑈶  | 𑈷  | 𑈸 | 𑈹 | 𑈺 | 𑈻 | 𑈼 | 𑈽 | 𑈾  |   |
| U+1124x                                                                             |   |   |   |   |   |   |   |   |   |   |   |   |   |   |   |   |
| Notas Desde la versión Unicode 13.0 Las áreas grises indican segmentos no asignados |   |   |   |   |   |   |   |   |   |   |   |   |   |   |   |   |

Los formularios numéricos y las marcas de unidad que se utilizan en los documentos Khojki se encuentran en el bloque Unicode de formularios numéricos comunes índicos (U + A830 – U + U + A83F):
| Common Indic Number Forms Official Unicode Consortium code chart (PDF)              |   |   |   |   |   |   |   |   |   |   |   |   |   |   |   |   |
|                                                                                     | 0 | 1 | 2 | 3 | 4 | 5 | 6 | 7 | 8 | 9 | A | B | C | D | E | F |
| U+A83x                                                                              | ꠰ | ꠱ | ꠲ | ꠳ | ꠴ | ꠵ | ꠶ | ꠷ | ꠸ | ꠹ |   |   |   |   |   |   |
| Notas Desde la versión Unicode 13.0 Las áreas grises indican segmentos no asignados |   |   |   |   |   |   |   |   |   |   |   |   |   |   |   |   |